# Les Derniers Assyriens
Pour plus de détails, voir Fiche technique et Distribution.
Les Derniers Assyriens est un documentaire de 53 minutes conçu et réalisé par Robert Alaux. La version française a été finalisée fin 2003 et la version anglaise en 2004 (The Last Assyrians).

## Synopsis
Ce film raconte l'histoire de la construction identitaire des chrétiens de traditions syriaques, désignés par divers noms comme Assyro-Chaldéens, Assyriens, Chaldéens, Syriaques, Araméens... Minoritaires, ils fuient maintenant la Mésopotamie qui les a vus naître.
Nombreux dans la région de Sarcelles, près de Paris, ils forment l’une des toutes dernières communautés chrétiennes de Turquie, mais on les trouve surtout dans le reste du Moyen-Orient : Irak, Syrie, Iran, Liban...et de plus en plus massivement en diaspora où ils tentent de faire survivre leurs langues néo-araméennes.
Ce film est le fruit de 6 ans de recherches et de nombreux voyages en Irak (avant et après mars 2003), Turquie du Sud-Est, Syrie, États-Unis et Europe.
On retrouve  dans ce film Sebastian Brock (Oxford University) sommité  mondiale de la culture araméenne,  et Joseph Yacoub, grand spécialiste français des Assyro-Chaldéens.
Pour ce documentaire, l'auteur a reçu les félicitations et encouragements de plusieurs archevêques de l’Église Assyrienne de l’Orient, de l’Église Syriaque Orthodoxe, et du cardinal Ignace Moussa Daoud, préfet pour la Congrégation des Églises Orientales, responsable de toutes les Églises orientales catholiques (Chaldéens, Syriaques, Coptes, Arméniens… catholiques) au Vatican, ainsi que de nombreux spécialistes, d’universitaires et de responsables politiques de cette communauté.
Ce film a été récompensé par la Ligue Syriaque lors du Symposium Syriacum qui rassemblait les universitaires mondiaux de cette spécialité en septembre 2004 au Liban. Il a également été récompensé en janvier 2005 à Enschede (Pays-Bas) par le Center for Information and Documentation Assyria qui travaille sur le génocide des Assyro-Chaldéens et des Syriaques qui eut lieu durant la Première Guerre mondiale en parallèle à celui des Arméniens.
Il s’agit  d'un des tout  premiers documentaires qui traite de l’histoire des Chrétiens Assyriens Chaldéens Syriaques Araméens depuis l’origine de la langue araméenne (dont le syriaque est issu) jusqu’à la dramatique situation actuelle, et pour l’ensemble des Églises de traditions syriaques.
Ce film dont la distribution internationale télévision est assurée par Arte France Distribution a été diffusé sur diverses chaînes françaises et étrangères (Espagne, Pologne, Hongrie, Tchéquie, Jordanie, Maroc...). 
Ce film  a été présenté sur France Culture, dans divers colloques et a fait l’objet de projections qui ont rassemblé de nombreux spectateurs à Sarcelles, Vaulx-en-Velin, Paris (Institut du Monde Arabe 2009 et 2017, etc), Lyon, Marseille, au Royaume-Uni, en Italie, au Liban, en Belgique, en Hollande, en Suède, en Allemagne, en Thaïlande, au Costa-Rica et aux États-Unis. Il a été sélectionné dans trois festivals internationaux de documentaires,,.

## Fiche technique
- Réalisation : Robert Alaux
- Photographie : Emile Loreaux, Robert Alaux
- Montage : Agnès Mouchel
- Production : François Le Bayon, Robert Alaux
- Société de production : Lieurac Productions avec le soutien du CNC
- Durée : 53 minutes
- Date de sortie : 30 décembre 2003